# Anisobas turcator
Anisobas turcator är en stekelart som beskrevs av Horstmann 2007. Anisobas turcator ingår i släktet Anisobas och familjen brokparasitsteklar. Inga underarter finns listade i Catalogue of Life.